# 文会堂琴谱
《文会堂琴谱》，古琴谱。明万历二十四年年胡文焕编。

## 刊本介绍
中央音乐学院民族音乐研究所藏，明刻本，共六卷。胡文焕选辑。为胡氏所辑格致丛书中各书之一种。

## 琴谱内容
卷首有万历二十四年丙申胡氏自序，序后为谱目录，第一、二、三卷論琴。第四、五、六卷为琴谱。卷后有全菴附赘及四明张綸后序。谱内共收计六十八曲。